# Ornithomimosauria
Ornithomimosauria („Ještěři napodobující ptáky“) jsou skupinou kurzoriálních (běhavých) teropodních dinosaurů, podobných dnešnímu pštrosovi. Byli to rychlí běžci, kteří žili v období křídy na území někdejšího superkontinentu Laurasie (dnešní Severní Amerika, Evropa a Asie). Celou skupinu popsal a pojmenoval mongolský paleontolog Rinchen Barsbold v roce 1976.

## Popis
Mezi jejich typické znaky patří malá hlava, dlouhý štíhlý krk, celkově štíhlé tělo a pevné silné nohy, které z těchto živočichů dělaly rychlé běžce. Předpokládá se, že ornitomimosauři byli schopni běhat rychlostí přes 60 km/h a byli tak zřejmě nejrychlejšími známými neptačími dinosaury. Největší a nejmohutnější zástupci skupiny, jako byl mongolský druh Deinocheirus mirificus, dosahovali obřích rozměrů (délka kolem 11 metrů, hmotnost přes 6 tun).
V oblasti Appalačie se vyskytovaly velké až obří formy ornitomimosaurů v období pozdní křídy. Přesné vývojové vazby jednotlivých skupin ornitomimosaurů zůstávají dosud nejisté a stupeň jejich příbuznosti nebyl zatím uspokojivě stanoven.
Výzkum tvarových a velikostních variací stehenních kostí u 61 jedinců ornitomimosaurů objevených v jemnozrnných sedimentech lokality Angeac-Charente Lagerstatte ve Francii dokládá, že pohlavní dimorfismus (dvojtvárnost) byl u těchto teropodních dinosaurů poměrně výrazný a může značně zkreslovat poznatky o gregaricky žijících dinosaurech i o jejich morfologické a taxonomické variabilitě.

## Klasifikace
- Infrařád ORNITHOMIMOSAURIA
  - Pelecanimimus (Španělsko)
  - Shenzhousaurus (provincie Liao-ning, severovýchodní Čína)
  - Čeleď Deinocheiridae
    - Beishanlong (provincie Kan-su, severozápadní Čína)
    - Deinocheirus (Mongolsko)
    - Garudimimus (Mongolsko)
    - Harpymimus (Mongolsko)
    - Paraxenisaurus (Mexiko)

  - Čeleď Ornithomimidae
    - Aepyornithomimus (Mongolsko)
    - Afromimus (Niger)
    - Anserimimus (Mongolsko)
    - Archaeornithomimus (Vnitřní Mongolsko, Čína)
    - Dromiceiomimus (Alberta, Kanada)
    - Gallimimus (Mongolsko)
    - Mexidracon (Mexiko)
    - Tototlmimus (Mexiko)
    - Ornithomimus (Colorado a Alberta)
    - Sinornithomimus (Vnitřní Mongolsko, Čína)
    - Struthiomimus (Montana a Alberta)

## Fylogeneze
Ornithomimiformes (=Arctometatarsalia)
```
|-?
Alvarezsauridae

`--
Ornithomimosauria

   |-?
Timimus

   |--
Pelecanimimus

   `--+--
Shenzhousaurus

      `--+--
Harpymimus

         `--Ornithomimoidea
            |-?
Deinocheirus

            |--
Garudimimus

            `--Ornithomimidae
               |--
Archaeornithomimus

               `--+--
Sinornithomimus

                  `--Ornithomiminae
                     |--+--
Gallimimus

                     |  `--
Anserimimus

                     `--Ornithomimini
                        |--
Struthiomimus

                        `--+--
Dromiceiomimus

                           `--
Ornithomimus
```

Podle Barsbold & Osmólska (1990), Kobayashi & Lü (2003), a Ji et al. (2003).